# Ben Hunt-Davis
Benedict "Ben" Hunt-Davis (født 15. marts 1972 i Tidworth) er en engelsk tidligere roer og olympisk guldvinder.
Hunt-Davis lærte at ro på Shiplake College, og han gjorde sig første gang bemærket, da han var med til at vinde VM-sølv for U/23-roere i firer uden styrmand i 1991. Som seniorroer kom han med i den britiske otter, og han deltog i denne ved OL 1992 i Barcelona og 1996 i Atlanta, hvor det blev til henholdsvis en sjette- og en ottendeplads. Det første store resultat i otteren opnåede han ved VM i 1999, hvor briterne fik sølv.
Højdepunktet i karrieren kom ved OL 2000 i Sydney, hvor otterens besætning ud over Hunt-Davis bestod af Andrew Lindsay, Simon Dennis, Louis Attrill, Luka Grubor, Kieran West, Fred Scarlett, Steve Trapmore og styrmand Rowley Douglas. I indledende heat blev briterne nummer to i deres heat efter Australien, men de kvalificerede sig til finalen efter sejr i opsamlingsheatet. I finalen lagde briterne sig i spidsen fra løbets begyndelse, og der blev de og sikrede sig guldet (den første britiske guldmedalje i disciplinen siden OL 1912) lidt under et sekund foran australierne, mens bronzen gik til Kroatien.
Hunt-Davis indstillede sin aktive karriere efter OL 2000, hvorpå han har fungeret som administrativ medarbejder ved det britiske roforbund samt som foredragsholder. Han var med i organisationskomiteen ved VM i roning i 2006, og han var ambassadør for OL 2012 i London.

## OL-medaljer
- 2000:  Guld i otter